# Fingersatz
Als Fingersatz (auch Applikatur) wird die spieltechnische Einrichtung eines Musikstücks unter Beachtung seiner technischen, klanglichen, stilistischen und strukturellen Aspekte bezeichnet, die im Verlauf des individuellen Übungsprozesses erarbeitet oder als separater Arbeitsprozess auch in Schriftform fixiert werden kann. Analog zum Fingersatz gibt es auch einen Fußsatz für das Pedal der Orgel.

## Funktion von Fingersätzen
Der Fingersatz soll in erster Linie einen zweckmäßigen Einsatz der Finger ermöglichen, also ein möglichst einfaches und ergonomisches Spielen des Instruments. Da bei Saiteninstrumenten viele Töne auf verschiedenen Saiten erzeugt werden können, oder bei der Wahl der Finger deren unterschiedliche dynamische Fähigkeiten zu berücksichtigen sind (so lassen sich beim Klavier mit dem Daumen Akzente leichter hervorheben), hat der Fingersatz auch Einfluss auf den entstehenden Klang. Auch wenn durch geeignete Auswahl von Fingersätzen technisch schwierigere Teile für den Spieler leichter zugänglich werden können, gilt für die künstlerische Praxis doch im Allgemeinen das Prinzip „Der Fingersatz ist der Musik unterzuordnen“.
Bei gedruckten Ausgaben können Fingersatzbezeichnungen, mit denen in der Notenschrift für Tasten-, Streich- und Zupfinstrumente angegeben wird, mit welchem Finger die Ausführenden die Taste drücken bzw. die Saite greifen oder zupfen soll, immer nur als Empfehlung gelten, da die endgültige Art der technischen Realisation immer auch von individuellen Vorbedingungen (wie beispielsweise der Handgröße) oder technischen wie klanglichen Präferenzen abhängt. 

## Notation
Für die Notation von Fingersätzen werden meist Zahlen unter oder über den Noten verwendet. Dabei ist die Zählung der Finger von der Art des Instruments und seiner diesbezüglichen Geschichte abhängig: In Fingersätzen für Tasteninstrumente sind die Finger vom Daumen ausgehend mit den Ziffern 1 bis 5 durchnummeriert. 

### Greifhand
In modernen Fingersätzen für Streich- und Zupfinstrumente werden die Finger der greifenden Hand vom Zeigefinger ausgehend von 1 bis 4 beziffert. 
Gelegentlich wird auch bei Streich- und Zupfinstrumenten der Daumen der Greifhand verwendet. Dieser ist in der Literatur uneinheitlich bezeichnet, beispielsweise mit der Ziffer 0 oder dem griechischen Koppa (ϙ); in älterer französischer Literatur auch mit dem Buchstaben P für pouce („Daumen“). Auch in der Gitarrenliteratur des 19. Jahrhunderts finden sich unterschiedliche Angaben zur Ausführung von Daumengriffen, entweder als ausformulierter spieltechnischer Hinweis (7mo tasto col pollice ‚im 7. Bund mit dem Daumen greifen‘ bei Mauro Giuliani (Wien 1807): Otto Variazioni op. 6, Var. VIII) oder in Form von Kürzeln und Symbolen, wie Daum. (Simon Molitor), Sternchen * (M. Giuliani), p (Matteo Carcassi; für italienisch pollice) oder Kreuz + (Luigi Legnani).

### Anschlagshand

Gitarrennotation mit (teilweise redundanten) Fingersätzen für beide Hände und zusätzlichen Angaben zur Lage (römische Ziffer) und Saite (eingekreiste Ziffer)

Für Zupfinstrumente gibt es bereits seit dem 16. Jahrhundert auch Fingersatzzeichen für die anschlagenden Finger und deren Anschlagsmodi (beispielsweise für die Ausführungsarten punteado und rasgueado). Zur Unterscheidung von den Ziffern der in Tabulatur notierten Kompositionen wurden zumeist Pünktchen verwendet (beispielsweise von einem Punkt für den Zeigefinger bis zu vier Punkten für den Kleinfinger). Diese Praxis erhielt sich in Ländern wie Deutschland auch bei Ausgaben in Standardnotation teilweise bis ins 20. Jahrhundert, bevor sie fast vollständig von den in den romanischsprachigen, insbesondere spanischen Gitarrenmethoden üblichen Buchstabenkürzeln p (von spanisch pulgar ‚Daumen‘), i (von indice ‚Zeigefinger‘), m (von medius ‚Mittelfinger‘) und a (von anular ‚Ringfinger‘) abgelöst wurde.
Für den kleinen Finger gibt es kein einheitliches Kürzel, er wird wahlweise mit den Buchstaben c (von span. chico) bzw. e, ñ oder q (von span. meñique) oder mit x bezeichnet, wobei dieses jedoch beispielsweise bei Fernando Sor für den Daumen der rechten Hand verwendet wird.
Die deutschen Kürzel D Z M R für den Daumen, Zeigefinger, Mittelfinger und Ringfinger finden sich noch vereinzelt im Bereich des überwiegend informell tradierten Musizierens, wie beispielsweise in Tabulaturen für das Fingerpicking, sind dort aber für die Spielpraxis zumeist obsolet, da das sogenannte Fingerpicking auf dem Prinzip eines „Zuordnungsfingersatzes“ beruht, der dem Daumen in der Regel die tiefen Saiten (6. bis 4. Saite) und – da das Prinzip des Wechselschlags in der überwiegend akkordisch angelegten volkstümlichen Spielweise kaum Anwendung findet – jedem Finger eine der verbleibenden hohen Saiten fest zuordnet.

### Fußsatz

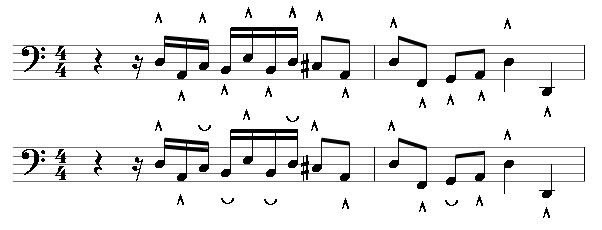
Unterschiedliche Pedaltechnik: „barocker“ Fußsatz (oben),
„romantischer“ Fußsatz (unten)

#### Orgel
Beim Orgelspiel können die Pedale sowohl mit der Fußspitze als auch mit dem Absatz gespielt werden. Auch dies kann durch spezielle Zeichen in die Noten eingetragen werden, die jedoch nicht von allen Organisten gleich verwendet werden.
Zum Beispiel:
- Λ – Spitze
- U – Absatz

Wenn die Töne mit dem rechten Fuß gespielt werden, werden die Zeichen über die Noten geschrieben. Die Fußsätze für den linken Fuß werden unter die Noten gesetzt. Teilweise steht auch ein kleines r für den rechten und ein kleines l für den linken Fuß.

#### Klavier
Bei Klavierpedalen haben Notationszeichen zum Pedalgebrauch die Funktion eines Fußsatzes, der das  Auslösen bzw. Aufheben der Pedalwirkung reguliert.